# Хайнрих I фон Плауен
Хайнрих I (X) фон Плауен Млади (на немски: Heinrich X (IX) zu Plauen, the Younger; * ок. 1387; † между 28 декември 1446 и 2 януари 1447, Хеб/Егер) от фамилията на Фогтите на Плауен в Курфюрство Саксония е като Хайнрих X господар на Плауен (1408 – 1446/1447) и Печау (1412), граф на Хартенщайн, дворцов съдия на Свещената Римска империя и от 1426 до 1439 г. като Хайнрих I бургграф на Майсен.

## Биография
Той е син на Хайнрих IX (VIII) фон Плауен 'Млади' († 2 август 1412/1413), господар на Плауен, Ауербах-Кьонигсварт, и съпругата му Анна фон Ризенбург, дъщеря на Борзо фон Ризенбург. Сестра му Анна фон Плауен († 13 януари 1458) е канонеса (1416 – 1418) и абатиса на Кведлинбург (1435 – 1458). Сестра му Констанца е омъжена от 1408 г. за Хайнрих фон Валденбург († 29 юли 1446), а сестра му Агнес († сл. 1461) е омъжена за Рудолф Шенк фон Таутенбург († декември 1425).
На 21 юли 1426 г. крал Сигизмунд Люксембургски, след смъртта на бургграф Хайнрих II фон Майнхеринг († 1426), поставя Хайнрих X като Хайнрих I за бургграф на Майсен. Той се отказва на 4 май 1439 г. от бургграфството Майсен в полза на Саксония. Той умира през 1446/1447 г. и е погребан в Егер.

## Фамилия
Първи брак: пр. 3 юни 1410 г. с Маргарета фон Даме (* ок. 1390; † сл. 2 септември 1412), вдовица на Зигизмунд II фон Шьонбург, господар на Кримитцшау († сл. 1405), дъщеря на Ханс фон дер Даме († 1406) и Анна Берка фон Дуб-Лайпа († сл. 1406). Те имат децата:
- Хайнрих II фон Плауен (1417 – 1484), бургграф на Майсен, женен I. между 8 ноември 1456 и 22 юни 1461 г. (развод пр. 1467) за принцеса Анна (Агнес) фон Анхалт-Цербст († 1492), II. за Анна фон Бюнау († сл. 1480)
- Хайнрих фон Плауен († 1429)
- Маргарета фон Плауен († сл. 1464/1479), омъжена пр. 1436 г. за Хайнрих (Хинек) Крушина фон Швамберг († ок. 1455/1479)
- Анна фон Плауен († сл. 7 октомври 1461), омъжена 1439 г. за Файт II фон Шьонбург-Глаухау, фогт на Цвикау (* 1418; † 25 ноември 1472), син на Фридрих XII фон Шьонбург-Глаухау († 1426) и София фон Вербен-Майсен († 1435)

Втори брак: сл. 2 септември 1412 г. с Катарина Холиц фон Щернберг (* ок. 1400; † пр. 8 януари 1441), дъщеря на Алеш Холицки фон Щернберг († 1455) и втората му съпруга Елишка от Босковиц († сл. 1455). Те нямат деца.
Трети брак: на 8 януари 1441 г. с Анна Холиц фон Щернберг (* ок. 1413; † сл. 3 май 1451). Бракът е бездетен.